# Mikoyan-Gurevich MiG-25
O Mikoyan-Gurevich MiG-25 (em russo:  Микоян и Гуревич МиГ-25) (Foxbat) é uma aeronave interceptadora e de reconhecimento que esteve entre os mais rápidos aviões militares a entrarem em serviço, obteve uma grande fama durante o conflito Irã-Iraque onde também obteve grande parte de suas vitórias aéreas sobre caças como o F-4 e F-5 da IRIAF (Força Aérea do Irão).  Projetado na extinta União Soviética pela Mikoyan-Gurevich, o primeiro protótipo fez seu primeiro voo em 1964, entrando em serviço apenas em 1970. Possui uma velocidade máxima de Mach 2,85+ (alcançando até Mach 3,2, mas com risco de super aquecimento dos motores), e incorpora um poderoso radar e quatro Mísseis ar-ar.
Quando visto pela primeira vez em uma fotografia de reconhecimento, a grande asa sugeriu um caça enorme e com alta capacidade de manobrabilidade. Isto ocorreu durante o período em que os Estados Unidos também estavam desenvolvendo caças de maior manobrabilidade devido a performance de combate na Guerra do Vietnã. O aparecimento do MiG-25 despertou uma séria preocupação nos países do Ocidente, e motivaram um aumento dramático de desempenho para o McDonnell Douglas F-15 Eagle no final dos anos 60. Os recursos do MiG-25 foram melhor entendidos em 1976 quando o piloto soviético Viktor Belenko desertou em um MiG-25 para os Estados Unidos (ver: Deserção de Viktor Belenko). A grande asa do avião deve-se ao enorme peso do mesmo.
A produção da série dos MiG-25 encerraram-se em 1984 após um total de 1 190 aeronaves construídas. Um símbolo da Guerra Fria, o MiG-25 voou com um grande número de aliados da União Soviética e em antigas Repúblicas Soviéticas, permanecendo ainda em serviço na Rússia e várias outras nações. Continua até hoje sendo o avião de combate mais rápido.

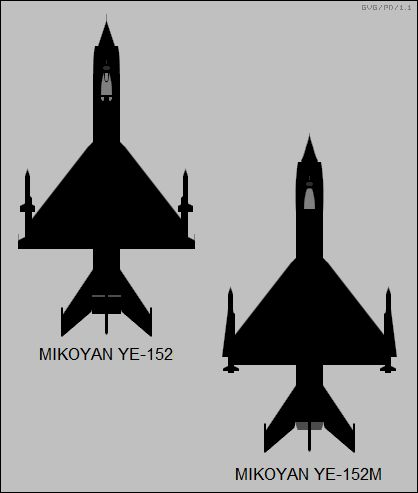
Interceptadores experimentais YE-152 e YE-152M

Um aviador de destaque com o Mig-25 foi o Coronel Aviador do Iraque Mohammed Rayyan, obteve ao todo 10 vitórias aéreas sendo 5 delas operando um Foxbat. Tornou-se o primeiro e único às do Mig-25 e um dos maiores ases daquele conflito (Guerra Irã-Iraque).

## Projeto e Desenvolvimento

### Background
Durante a Guerra Fria, as Forças de Defesa Aérea Soviética, PVO (não devem ser confundidas com a Força Aérea Soviética, VVS) se encarregou da defesa aérea estratégica da URSS. Nas décadas após a Segunda Guerra Mundial, isto não significava apenas lidar com violações de borda acidentais, mas ainda mais importante era defender o vasto espaço aéreo da USSR contra as aeronaves de reconhecimento e bombardeiros americanos carregando bombas nucleares. A performance deste tipo de aeronave foi rapidamente melhorado. Os sobrevoos do americano Lockheed U-2, em muito alta altitude no final dos anos 50 revelou a necessidade de um interceptador de mais alta altitude do que os na época disponíveis.
O bombardeiro subsônico Boeing B-47 Stratojet e o Boeing B-52 Stratofortress eram seguidos pelo Convair B-58 Hustler, com velocidade máxima de Mach 2, com o ainda mais rápido North American B-70 Valkyrie ainda em desenvolvimento. Uma grande atualização no sistema de defesa da PVO se fez necessária, e no início de 1958 uma solicitação foi emitida uma exigência de construir interceptadores tripulados capazes de voar a 3 mil km/h e altitudes de até 27 km (88 583 ft). A Mikoyan e a Sukhoi responderam.